# Honda Indy V8
Gli Honda Indy V8 sono una serie di motori endotermici alternativi aspirati a ciclo otto e quattro tempi da competizione, realizzati dal costruttore nipponico Honda per partecipare ai campionati automobilistici nordamericani delle serie IRL ed Indycar.
Vennero concepiti nel 2003 con la collaborazione della Ilmor Engineering ed hanno gareggiato in diverse configurazioni dal 2003 al 2011, quando vennero accantonati in via del cambio regolamentare che impose propulsori di nuova generazione sovralimentati ad architettura a sei cilindri in luogo degli otto.

## Contesto
Durante gli anni novanta le categorie di vetture da competizione a ruote scoperte nordamericane subirono una rivoluzione.
La massima serie a stelle e strisce era la cosiddetta CART e regolamentava tutte le gare valide per il campionato omonimo, tranne la 500 miglia di Indianapolis che si disputava sotto l'egida dell'USAC poiché il suo fondatore Tony Hulman era il proprietario del circuito.
Questo portò ad una differenza di vedute tra le due federazioni che rimasero sempre in contrasto, finché nel 1994 Tony George (nipote di Hulman e neo proprietario del circuito di Indianapolis) decise di fondare una nuova categoria di auto da corsa a ruote scoperte.
Secondo George il campionato CART venne eccessivamente internazionalizzato e portò ad una spersonalizzazione della categoria, ma soprattutto spinse le squadre a spendere cifre sempre più elevate, tanto che vennero progettati motori esageratamente potenti per correre una sola gara (la 500 miglia di Indianapolis).
Nel 1996 la nuova categoria fondata da George venne inaugurata e si disputò il primo campionato della cosiddetta IRL (che poi diverrà IndyCar Series).
Inizialmente vi presero parte solo le squadre più modeste tra quelle che partecipavano al campionato CART, ma dato che la gara più prestigiosa (la 500 miglia di Indianapolis) faceva parte del campionato IRL, anche i team di grido cominciarono a sondare il nuovo terreno, finché nel 2003 il campionato CART (divenuto nel frattempo Champ Car) corse la sua ultima stagione per mancanza di fondi e tutte le scuderie si convertirono alla IRL/Indycar.
La Honda si ritirò alla fine del 1992 dal mondiale di Formula 1 dopo aver vinto quattro mondiali piloti e costruttori consecutivi con Ayrton Senna e la McLaren, ma subiva la presenza di altri marchi nipponici nel mercato nordamericano, perciò scelse di utilizzare nuovamente le corse automobilistiche come mezzo di propaganda.
Venne quindi creata nel 1993 una società costola della American Honda Motor Company, già presente negli States dal 1959, detta Honda Performance Development e sita a Santa Clarita in California.
Il compito di questo reparto divenne quello di occuparsi di motori e veicoli da competizione. Il primo incarico fu quello di realizzare un motore che rispettasse le norme CART per correre nello stesso campionato.
Quindi la Honda divenne una delle fornitrici di motori del campionato CART dal 1994 al 2002, vincendo sei titoli consecutivi dal 1996 al 2001.
Quando i nipponici si resero conto dello stato di decadenza del campionato CART, decisero di ritirarsi alla fine del 2002 e di progettare un nuovo motore che ottemperasse alle regole tecniche della IRL/Indycar, dove esordirono nel 2003.

## Progetto
Il primo motore della serie Honda Indy V8 venne denominato HI3R e progettato dalla Ilmor per conto della Honda che supervisionava il tutto tramite il reparto corse Honda Performance Development facente parte della filiale americana della casa giapponese, la American Honda Motor Company.
Questo motore avrebbe dovuto esordire nel 2003, quindi si scelse una cilindrata massima di 3500 cm³ perché il regolamento tecnico della IRL di quel periodo lo prevedeva come limite massimo.
L'alesaggio venne fissato alla quota di 93 mm e rimarrà tale anche nella versione da 3000 cm³ e l'ultima nuovamente di 3500 cm³.
L'incremento o la diminuzione della cilindrata venne determinata aumentando o riducendo la quota della corsa del motore, che non venne mai rivelata in via ufficiale, ma può essere facilmente determinata con le formule geometriche. In ogni caso il motore era di tipo superquadro, dato il rapporto alesaggio/corsa maggiore di 1.
Anche l'architettura del propulsore era imposta, perché i costruttori erano obbligati a progettare motori a V con frazionamento ad otto cilindri.
Questa regola venne modificata solo in vista dei campionati successivi al 2011.
Una delle prime decisioni dei progettisti fu quella di utilizzare un angolo di bancata di 90° per rendere il motore equilibrato dal punto di vista delle sollecitazioni meccaniche dovute alle vibrazioni generate dalle inerzie del manovellismo. Inoltre con un angolo così ampio era possibile usufruire di un baricentro abbastanza basso e rendere le vetture che l'avrebbero utilizzato più agili.
Ad eccezione dell'albero a gomiti (con cinque supporti di banco) e delle bielle che erano costruiti in acciaio, le altre componenti principali quali pistoni, monoblocco e testate erano realizzate in lega di alluminio.
Tuttavia non fu possibile ridurre più di tanto il peso per via del fatto che le norme IRL/Indycar imponevano ed impongono tuttora dei limiti economici per la fornitura dei propulsori e delle vetture, quindi differentemente da quello che succede in Formula 1, non fu possibile adoperare leghe metalliche con rapporto peso/prestazioni superiori.
Infatti il motore Honda RA003 realizzato dai nipponici per la Formula 1 nello stesso periodo pesava poco meno di 100 kg, contro i quasi 130 dell'HI3R, ma la versione di Formula 1 era un dieci cilindri, quindi più pesante, anche se la cilindrata era di 3000 cm³ contro i 3500 del modello Indy.
Il comando della distribuzione prevedeva quattro alberi a camme in testa (due per bancata), che azionavano le 32 valvole (4 per cilindro, di cui 2 di aspirazione e 2 di scarico).
La Keihin realizzò insieme alla Honda il sistema di iniezione.
Questa parte del progetto era abbastanza delicata perché il motore non funzionava con normale benzina ma con metanolo.
Date le elevate accelerazioni laterali delle vetture IRL/Indycar, venne scelto di progettare un sistema di lubrificazione a carter secco, così da avere una lubrificazione ottimale di tutti gli organi meccanici, mentre il sistema di raffreddamento era abbastanza semplice con una sola pompa acqua ma soprattutto poteva lavorare con un solo radiatore.
Il progettò sembrò subito competitivo perché Tony Kanaan (pilota del team Andretti Green) ottenne le prime due pole position della stagione, e vinse la seconda gara dell'anno, ma a lungo termine i propulsori Toyota e soprattutto Chevrolet, si rivelarono più performanti.
Alla fine della stagione 2003 il pilota Tony Renna perì durante una sessione di test sul circuito di Indianapolis e nello stesso periodo lo svedese Kenny Bräck subì un incidente al Texas Motor Speedway dove si corse l'ultima gara stagionale.
Bräck sopravvisse ma subì gravi traumi diffusi su tutto il corpo in seguito ad una decelerazione di 214 g.
Per via di questi eventi la IRL/Indycar decise di ridurre la cilindrata dei motori per rendere le vetture più lente e quindi più sicure.
Venne quindi imposto l'utilizzo di motori di cilindrata massima di 3000 cm³, ma questo obbligo sarebbe stato definitivo solo dalla 500 miglia di Indianapolis in poi.
Inizialmente la Ilmor lavorò su un'evoluzione dell'HI3R, detta HI4R.
Per le prime tre gare venne utilizzato l'HI4R che sostanzialmente era una versione rivista dell'HI3R ed aveva 3500 cm³ ma doveva lavorare con un a portata d'aria minore dacché per le prime tre gare ai motori da 3500 cm³ venne imposto di utilizzare una flangia a monte dell'impianto di aspirazione, per ridurne le performance.
Nel frattempo però si lavorò anche sul progetto HI4R-A.
Questo motore avrebbe esordito ad Indianapolis in vista della 500 miglia, la quarta gara stagionale, perché aveva una cilindrata di 3000 cm³ e venne derivato dall'HI3R ed HI4R semplicemente riducendo la corsa dei pistoni, ma per far questo non fu possibile ridurre solo l'altezza del basamento, infatti fu necessario l'utilizzo di un nuovo albero motore con manovelle più corte.
In questa versione il regime massimo di rotazione non poteva superare per regolamento i 10000 giri al minuto.
Secondo le stime dei tecnici che si occupavano della definizione delle norme IRL/Indycar, i motori persero circa il 10% di potenza per via della riduzione di cilindrata e regime massimo di rotazione.
Nonostante la Honda era solo al suo secondo anno in IRL/Indycar ed il motore era ancora in una fase di sviluppo, i giapponesi dominarono la categoria, piazzando tre piloti coi loro motori ai primi tre posti del campionato, ossia Tony Kanaan (che vinse il titolo), Dan Wheldon (secondo dietro al compagno di team) e Buddy Rice.
I tre monopolizzarono anche al gara più ambita, la 500 miglia di Indianapolis che vide la vittoria di Rice seguito da Kanaan e Wheldon.
Ma il 2004 fu solo il preludio di un lungo periodo di successi per la casa del sollevante.
Per il 2005 la Ilmor realizzò un'evoluzione dell'HI4R-A, l'HI5R che portò alla vittoria del titolo Dan Wheldon, seguito da Kanaan, mentre Dario Franchitti con lo stesso motore concluse in quarta posizione.
La Honda monopolizzò nuovamente anche la 500 miglia di Indianapolis grazie alla vittoria di Wheldon, e piazzò sette piloti coi suoi motori nella top 10.
La stagione 2006 è stata ancora più importante, perché dopo il 2005 tutti i fornitori di motori si ritirarono dalla IRL/Indycar e la Honda conquistò il monopolio nella fornitura di propulsori per questa categoria, che durò fino al 2011.
Va anche ricordato fu l'ultimo anno di collaborazione tra il costruttore giapponese e la Ilmor Engineering.
Questa continuò con la filosofia dell'evoluzione del motore, anziché realizzarne uno completamente nuovo, e la scelta era abbastanza sensata visto che non avendo più rivali era possibile continuare a migliorare il progetto esistente senza la pressione di dover avere prestazioni estreme a rischio dell'affidabilità.
Il motore di quell'anno era contraddistinto dalla sigla HI6R e la sfida principale fu quella di farlo funzionare con un nuovo combustibile.
Infatti la IRL/Indycar decise di utilizzare l'etanolo al posto del metanolo.
Questa scelta aveva l'intento di adoperare un combustibile più pulito ed una fonte di energia rinnovabile e venne sponsorizzata a più riprese dal pilota IRL/Indycar Paul Dana, scomparso prematuramente per via di un incidente durante le prove libere della gara inaugurale del 2006 sulla pista di Miami.
Dal 2007 al 2011 la Honda decise di realizzare completamente in casa il motore senza avvalersi della consulenza degli esperti della Ilmor, visto che comunque aveva il monopolio sulla fornitura dei motori.
Venne progettato direttamente al Tochigi Reaserch Center in Giappone, dove si realizzano anche i motori di Formula 1.
Successivamente i componenti venivano spediti a Santa Clarita e assemblati dalla Honda Performance Development.
Per il 2007 si corse col nuovo HI7R che fu quasi completamente riprogettato dopo diversi anni, perché il regolamento permise di incrementare di 500 cm³ la cilindrata, ritornando alla formula della cilindrata massima di 3500 cm³.
Questo motore aveva performance migliori delle vecchie unità da 3000 cm³, ma anche dei consumi di combustibile inferiori grazie ad un sistema di fasatura variabile e migliorie alla gestione elettronica.
Dal 2008 la IRL/Indycar impose di "congelare" i motori e i telaio per ridurre i costi delle squadre, quindi i giapponesi decisero di continuare con l'HI7R fino al 2011 concentrandosi sull'affidabilità, che risultò molto elevata, tanto che si poteva correre con lo stesso motore diverse gare e un singolo propulsore era garantito per quasi 2000 chilometri prima di dover essere revisionato.
Addirittura questo motore non si ruppe mai nelle edizioni della 500 miglia di Indianapolis a cui prese parte.